# بپریدیل
بپریدیل (انگلیسی: Bepridil) (نام تجاری Vascor) یک مسدودکننده کانال کلسیم دی‌آمین غیرانتخابی است که زمانی برای درمان آنژین صدری استفاده می‌شد.
این دارو به عنوان یک گزینه ممکن در درمان فیبریلاسیون دهلیزی مورد بحث قرار گرفته است.
بپریدیل در ایجاد آریتمی بطنی نقش دارد.